# Tillandsia zecheri
Tillandsia zecheri är en gräsväxtart som beskrevs av Walter Till. Tillandsia zecheri ingår i släktet Tillandsia och familjen Bromeliaceae.

## Underarter
Arten delas in i följande underarter:
- T. z. brealitoensis
- T. z. cafayatensis
- T. z. zecheri